# Macrogomphus lankanensis
Macrogomphus lankanensis – gatunek ważki z rodziny gadziogłówkowatych (Gomphidae).